# Janthina janthina
Ốc sên tím (Danh pháp khoa học: Janthina janthina) là một loài sên biển trong họ Janthinidae thuộc nhóm động vật chân bụng thân mềm, được biết đến rộng rãi với cái tên loài ốc sên của biển cả. Đây là những con ốc sên tím không thể bơi nhưng sống trên biển bằng những chiếc bè tự chế từ chính nước bọt của mình. 

## Đặc điểm
Loài ốc sên này sở hữu một chiếc vỏ mang 2 màu đối lập tím thẫm ở gốc và tím nhạt ở phần chóp. Chúng là một loài lưỡng tính tiền nam điển hình, khi sinh ra là giống đực rồi đến khi trưởng thành sẽ chuyển thành giống cái. Loài sinh vật nhỏ bé này thường sống ở vùng biển nhiệt đới ôn hòa, trôi nổi trên mặt nước nhiều năm tháng. Chính vì đặc điểm sống lênh đênh với số lượng lớn ngay trên bề mặt nước biển đã khiến chúng trở nên vô cùng đặc biệt giữa các loài chân bụng khác.
Chúng có thể tiết ra nhiều lớp bong bóng nhầy giúp chúng treo ngược và trôi nổi trong đại dương theo các con sóng biển. Chùm nước bọt do ốc sên tím tự nhả để có thể trôi dạt trong nước. Những con ốc sên biển khi trưởng thành sẽ không còn bơi được và phải sống nương hoàn toàn vào những chiếc thuyền bằng nước bọt này. Con ốc sên cái đẻ trứng ngay trong chiếc bè bọt biển cho đến khi chúng phát triển thành ấu trùng con.